# Щепин-Оболенский, Дмитрий Фёдорович Шафырёв
Князь Дмитрий Фёдорович Щепин-Оболенский Шафырёв († 1565) — московский дворянин и воевода во времена правления Ивана IV Васильевича Грозного.
Сын князя, головы Фёдора Дмитриевича Щепина-Оболенского по прозванию Шафырь (Шовырь, Шатырь), из рода князей Щепины-Оболенские. Имел брата Ивана Фёдоровича.

## Биография
В Дворовой тетради и Тысячной книге записан в 3-й статье по Оболенску (1550). Пожалован в московское дворянство (1550). Подписался в 50 рублях на поручной записи по тем боярам, которые ручались за князя Ивана Дмитриевича Бельского (20 марта 1562). На воеводстве в Одоеве, сменён (1563).
Казнён по приказу Ивана Грозного (1565), вместе с князьями Юрием и Иваном Ивановичами Кашиными. По сказаниям князя Андрея Михайловича Курбского — князь Дмитрий Фёдорович посажен на кол, оставался в живых целый день, и в это время распевал каноны Иисусу Христу и Богородице и по окончании пения, испустил дух. В синодик опальных не записан.